# Kłobuck
Kłobuck is een stad in het Poolse woiwodschap Silezië, gelegen in de powiat Kłobucki. De oppervlakte bedraagt 47,53 km², het inwonertal 13.254 (2005).

## Verkeer en vervoer
- Station Kłobuck